# Амрита Сингх
Амрита Сингх (родена на 9 февруари 1958 г.) е индийска актриса, която работи главно във филми на хинди. Сингх прави своя актьорски дебют с Betaab (1983). Утвърждава се като популярна и водеща боливудска актриса от 80-те и началото на 90-те години на XX век. Тя получава няколко награди, включително награда Filmfare и награда Indian Telly.
Сингх се появява в редица комерсиално успешни филми, включително Mard (1985), Chameli Ki Shaadi (1986), Dil Aashna Hai (1992), Aaina (1993) и Rang (1993). За Aaina тя печели наградата Filmfare за най-добра поддържаща актриса. След този успех тя си взема кратка почивка от актьорството. Завръща се на големия екран с 23rd March 1931: Shaheed (2002). Получава добри отзиви за участието си в Kalyug (2005), Shootout at Lokhandwala (2007), 2 States (2014), Hindi Medium (2017) и Badla (2019).
Сингх печели наградата Indian Telly за най-добра актриса в отрицателна роля за телевизионния си дебют Kkavyanjali (2005 – 2006). Тя е омъжена за актьора Сейф Али Хан от 1991 до 2004 г., с когото има 2 деца, едното от тях – актрисата Сара Али Хан.